# Blatni vulkan Sidoarjo
Blatni vulkan Sidoarjo ali Lapindovo blato (neformalno skrajšano Lusi - okrajšava za Lumpur Sidoarjo, kjer lumpur v indonezijščini pomeni blato) je rezultat izbruha blatnega vulkana  v podokrožju Porong, Sidoarjo na vhodu Jave v Indoneziji, ki izteka od maja 2006. Je največji blatni vulkan na svetu in je posledica vrtanja družbe PT Lapindo Brantas in iskanja nafte, čeprav nekateri znanstveniki in uradniki podjetja trdijo, da je izbruh povzročil oddaljen potres.
Na vrhuncu je Lusi izbruhala do 180.000 m³ blata na dan. Do sredine avgusta 2011 se je blato izhajalo v količini 10.000 m³ na dan, v 15 mehurjih okoli svoje osrednje točke. To je pomembno manj od leta 2010, ko se je blato natekalo s hitrostjo 100.000 kubičnih metrov na dan iz 320 mehurjev. Pričakuje se da bo iztekalo še za naslednjih 25 do 30 let.  Čeprav blatni tok Sidoarjo obvladujejo in omejujejo z nasipi od novembra 2008, izhajajoče poplave redno preplavljajo lokalne ceste in vasi. 

## Geološki pogoji
Blatni vulkanski sistemi so na Zemlji precej pogosti, še posebej v indonezijski provinci Vzhodna Java. Pod otokom Java razpolovni graben leži v smeri vzhod-zahod in je napolnjen z morskimi karbonati in morskim blatom pod pritiskom. Ta tvori obliko obrnjene raztezne kotline, ki je geološko aktivna od paleogenske dobe. Kotlina je postajala pod prekomernim pritiskom od oligo-miocena dalje. Nekatere primere bruhajočega blata so opazili pri Sangiranu v bližini Surakarte v osrednji Javi in v bližini mesta Purwodadi, 200 km zahodno od Lusi.
Vzhodna javanska kotlina vsebuje veliko količino nafte in zemeljskega plina, zato je regija znana kot veliko koncesijsko območje za raziskovanje mineralov. Podokrožje Porong, 14 km južno od mesta Sidoarjo, je znano v mineralni industriji kot Brantas Production Sharing Contract (PSC), na površini približno 7250 km², ki je sestavljeno iz treh naftnih in plinskih polj: Wunut, Carat in Tanggulangin. Leta 2006 so tri družbe - Santos (18%), MedcoEnergi (32%) in PT Lapindo Brantas (50%) - imele koncesijske pravice na tem področju; PT Lapindo Brantas je delovala kot operater.

## Izbruh
29. maja 2006 je na Vzhodni Javi, v okrožju (kecamatan) mesta Sidoarjo, v bližini nove naftne vrtine izbruhnilo vulkansko blato. Blato, ki je bruhalo do 50 metrov  visoko, je doseglo povprečno temperaturo 100 ° C. Poleg blata so izhajali tudi različni plini - med drugim metan in vodikov sulfid.
Izbruh, ki se nadaljuje še danes, je do leta 2010 oblikoval krater v premeru 60 metrov in izmetni hrib visok 15 metrov.  Glede na meritve raziskovalci ocenjujejo, da bo vulkan blato bruhal najmanj do leta 2037 in nič ni mogoče storiti glede tega.

## Teorije o nastanku
Obstajata dve različni teoriji o nastanku izbruha.

### Potres
Osrednja teorija govori o potresu z magnitudo 6,3, ki je 27. maja 2006, malo pred 6. uro zjutraj po lokalnem času prizadel območje okoli Yogyakarte. Ta tektonski dogodek naj bi aktiviral že obstoječo cono šibkih plasti kamnin in s tresljaji spremenil zemljo. Ta je pod tlakom zmesi gline, vode in plinov našla pot na površje. 

### Posledica vrtanja
Ta teorija predpostavlja, da so ob vrtanju za nafto naredili napako. Indonezijska naftna družba Lapindo Brantas je  8. marca 2006 vrtala pod vodstvom inženirja Bambanga Istadija v bližini Sidoarjo in iskala nov vir nafte. Projekt so imenovali Banjar Panji 1 (kratko BPJ-1). Na osnovi izračunov so domnevali, da na 2591 metrih globine naletijo na apnenčaste plasti.
Vendar pa to ni bilo tako. Na 2834 metrih globine je 28. maja prišlo do nenadzorovanega vdora neznane tekočine v vrtino. Izpiranje vrtine je bilo onemogočeno. To se zgodi samo v primeru velikih tlačnih razlik. Nadaljevanje vrtanja je bilo nemogoče, tako da so ukazali izvleči sveder. Vendar pa je ta ostal zataknjen v globini 1293 metrov. Na 643 metrih globine je bila nato vrtina zapečatena.
Sredi junija je Policija začela preiskavo. Zaslišanih je bilo 27 prič, od tega šest članov uprave PT Lapindo, neodvisnih okoljskih strokovnjakov in geologov. Imam Agustino iz Lapindoja je povedal, da gošča ne uhaja neposredno iz vrtine ampak 150 do 500 metrov naokoli na več mestih. Poleg glavnega kraterja je nastalo okoli 180 odprtin iz katerih je bruhalo blato.
Obe teoriji sta predmet intenzivnega raziskovanja. 
V letu 2015 je Mark Tingay iz Univerze v Adelaidi, povezan s podatki mednarodne ekipe geologov - na primer emisije plinov pred in po potresu - analiziral stanje in ni našel dokazov o povezavi med potresom in izbruhom. Tako mora biti vzrok vrtanje.

## Posledice
Blatni izbruhi imajo daljnosežne posledice za prebivalstvo. Do decembra 2006 je bilo iz regije evakuiranih več kot 13.000 ljudi. Blato je poplavilo območje sedmih kvadratnih kilometrov (junij 2008), ulice in polja in cele vasi, več kot 30.000 ljudi v dvanajstih vaseh je ostalo brez strehe nad glavo. V vaseh Jatirejo, Kedungcangkring, Renokenongo, Siring in Besuki je bilo izgubljenih 5.000 domov. 25 usnjarskih in tekstilnih tovarn, največjih delodajalcev v regiji, je izgubljenih. Območje okrog Sidoarjo je bilo odrezano od električne energije in oskrbe z energijo več mesecev, območje desetin kvadratnih kilometrov ne bo uporabno v prihodnjih letih. Smrtnih primerov ni bilo, saj so prebivalci običajno imeli dovolj časa za umik pred blatom. Vendar pa je v letu 2006 umrlo 13 ljudi, kot je na pol potopljen v blato dovod plina eksplodiral pod pritiskom.
V Malangu in Batu so ostali, zaradi prekinitve povezovalnih cest od Surabaye na jug, odrezani številni vikend obiskovalci, še posebej vasica Batu zahodno od Malanga, ki je bila prej med prebivalstvom Surabaye popularna zaradi svoje prijetne klime. 4. aprila 2007 je bila zaradi prodora blata zaprta železniška proga v Surabayi na vzhodni Javi, med Siduarjo in Bangilo. Na ta način je odrezana celotna zunanja Vzhodna Java od ostalega železniškega omrežja in se reši praktično le z 240 km obvozom za vlake preko krajev Kediri, Blitar in Malang. Tako se uporablja trajekt Banyuwangi, s katerim se je mogoče peljati v Bali in ne več z vlakom.
Posledica izbruha so tudi podzemni usadi. V obdobju od 15. septembra do konca lete 2006/2007 se je območje posedlo za več kot en meter. Poleg tega so tla potisnjena proti kraterju za 55 centimetrov.
Prizadetim prebivalcem indonezijska vlada namenja 26 evrov pomoči na mesec.

### Iztisne količine
V spodnji tabeli so navedene znane količine izmeta blata:
| Monat          | Povprečna količina na dan v m³               |
| -------------- | -------------------------------------------- |
| Juni 2006      | 50.000                                       |
| September 2006 | 126.000                                      |
| Dezember 2006  | 176.000                                      |
| Februar 2007   | 5.000–150.000 (New Scientist); 200.000 (GEO) |
| Mai 2007       | 100.000                                      |
| August 2011    | 10.000                                       |
| Juni 2015      | 10.000                                       |

## Protiukrepi
Z uredbo št. 13/2006 predsednika Yudhoyoneja je bila ustanovljena krizna skupina (Lapindo Mud National Task Team), ki naj bi ustavila nenadzorovano izhajanje blata. 
V celotni regiji okoli Sidoarjo so zgradili in dograjujejo nasipe in jezove. Za to imajo na razpolago 600 tovornjakov, ki prevažajo več kot 2 milijona kubičnih metrov zemlje. Toda ovire ne nudijo nobene zaščite. Blato jih poplavlja in izginejo počasi, a vztrajno, zato nasipe nenehno dvigajo.
Ameriško podjetje Boots & Coots, ki je specializirano za odpravljanje težav z vrtanjem nafte, je razvilo možno rešitev pod vodstvom Jima LaGroneja. Skupaj z avstralsko družbo Century in njenim vodjem projekta Dickom Butlerjem se je začelo reševanje vrtine v bližini opuščene BPJ-1. To naj bi bilo 1500 metrov globoko v stari vrtini. Načrtovano je bilo včrpati do 15.000 sodčkov kemične snovi "Micromax", ki sestoji predvsem iz mangana in ima veliko večjo gostoto kot voda in sicer 2,88 grama na kubični centimeter. Uvedba vsebine snovi v vodo bi se morala upočasniti in povsem ustaviti po dveh urah. Vendar je, ob reševanju vrtine v januarju 2007, le 853 metrov globoko in po dveh mesecih dela, prišlo do velike razpoke v kamninski plasti. Po tem so LaGrone in njegova ekipa prenehali z delom.
Druga možnost, ki jo proučujejo oblasti, je odvod blata v reko Porong. V poročilu je skupina opazovalcev ZN julija 2006 opozorila, da taka rešitev ogroža življenje v morskih območjih in posledično preživetje lokalnih ribičev. Poleg tega je blato preveč težko za pretok in bi ga morali predhodno utekočiniti. Leta 2013 je bilo blato nekaj časa tik pred izlivom reke Porong v morje. Medtem se že kažejo nekatere posledice: bakterije, ki razpadejo na s hranili bogatem blatu, porabijo skoraj ves kisik v neposredni bližini in s tem ogrožajo druge organizme.
V aprilu 2007 je bil opuščen tudi poskus zapreti vrtino z betonom. Japonski znanstveniki so nato predlagali izgradnjo 40 metrov visoke dvojne stene okrog kraterja v upanju, da bo pritisk teže blata zadušil bruhanje. Projekt bi stal skupno okoli 50 milijonov evrov. Doslej še ni dogovorov o financiranju.
Leta 2013 naj bi, po navedbah, pritisk blatnega vulkana pojenjal in strokovnjaki so prišli do zaključka, da se v nekaj letih lahko pričakuje konec uničujočega bruhanja. 